# Suzanne Derval
Ne doit pas être confondu avec Jane Derval.
Pour les articles homonymes, voir Derval.
Jeanne Émilienne Berthe Petit dite Suzanne Derval,, née le 28 janvier 1865 dans le 12e arrondissement de Paris et morte à une date indéterminée après février 1940, est une actrice de théâtre et demi-mondaine de la Belle Époque dont la carrière artistique est documentée de 1889 à 1911.

## Biographie
Jeanne Emiliène Berthe Petit naît en 1865 à Paris, fille d’un tonnelier. Devenue couturière, elle se marie en 1883 avec Jules Carpentier, un vannier de Maisons-Alfort. Les époux divorcent en 1889 à la requête du mari. Cette même année, son pseudonyme, Suzanne Derval, apparaît dans la presse.

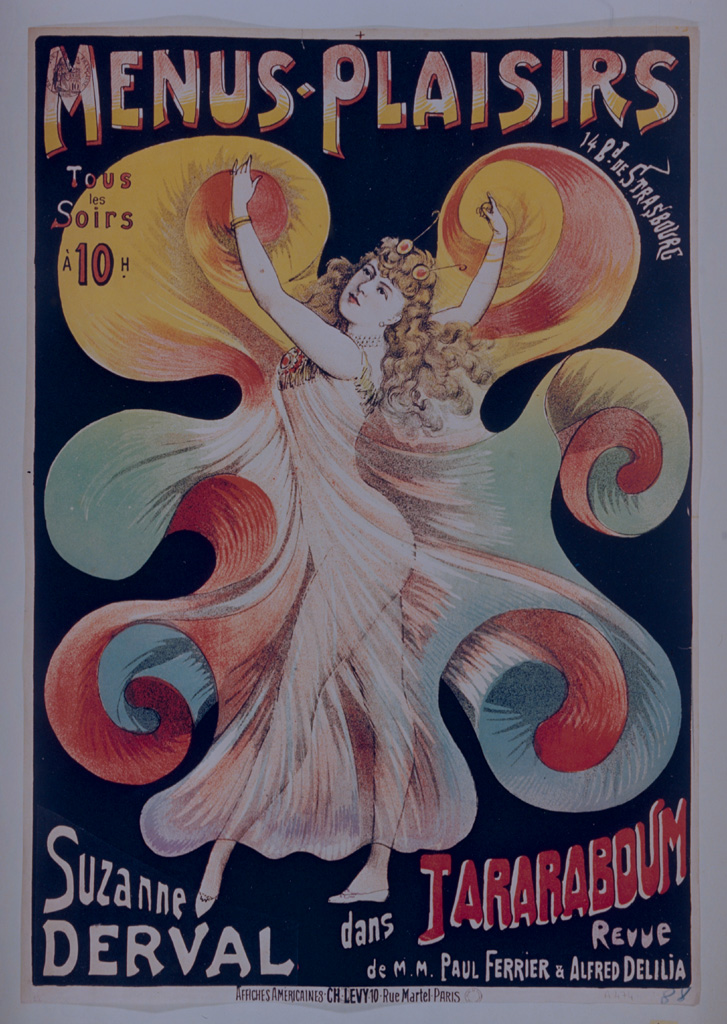
Tararaboum-Revue en 1893.

Avant d'entrer au théâtre, Suzanne Derval est modèle pour Charles Chaplin et Carolus-Duran dont on dit qu'elle est leur modèle préféré,.
Elle étudie la tragédie avec Talbot. « Artiste intermittente » selon Paulus, elle débute sur scène au Concert Européen dans les revues de Jules Jouy vers 1889, au Jardin de Paris; puis aux Variétés, dans le rôle de Léæna dans une reprise de La Belle Hélène, l'opéra bouffe de Meillac et Halévy en 1890 et dans les revues d'Hector Monréal et Henri Blondeau; à La Cigale dans la revue Sur la Butte d'Albert Pajol en 1891, et au Concert parisien.
En 1891-92, elle a brièvement pour amant Bidard alias Hayères qui escroque les demi-mondaines en leur promettant le mariage, et dont le procès en février 1893 où l'on peut apercevoir à peu de frais les Reines des scènes parisiennes, fait grand bruit.
Aux Menus-Plaisirs, elle chante le rôle d'Angèle dans Bacchanale, opérette de Bertal, Lecocq et Hervé en 1892 et elle y triomphe, en remplaçant Émilienne d’Alençon, avec la danse serpentine dans Tararaboum-Revue de Paul Terrier et Alfred Delilia,. Elle passe aux Mathurins en 1893. Elle  joue dans la Revue Sans-Gène de Monréal, Blondeau et  Delilia et dans Mademoiselle ma femme aux Menus-Plaisirs en 1894, dans la revue Allume ! Allume ! au  Parisiana en 1894, dans des rôles parfois très dévêtus,.
En 1895, elle donne Le Coucher d'Yvette, pantomime de Francisque Verdellet, accompagnée d'une musique d'Eugène Arnaud. C'est ce qu'on appelle à l'époque un déshabillé de théâtre, ancêtre du strip-tease, crée par Blanche Cavelli, en 1894. À Georges Montorgueil venu l’interviewer, elle déclare : « le transparent n'est pas pour me déplaire, mais entendez ce transparent qui simplement se rose au contact, comme si, timide, il rougissait des frôlements. »
En 1897, le journal Gil Blas publie une liste de « théâtreuses », des femmes « autrefois amuseuses » mais « devenues artistes », dans laquelle on rencontre notamment les noms de Liane de Pougy, Émilienne d’Alençon, Renée de Presles, Blanche de Marcigny, Mathilde Castera, Léo Guyon, Suzanne Derval et Rose Demay,.
Fin 1897, elle passe aux Variétés dans Paris qui marche, revue d'Hector Monréal et Henri Blondeau, musique d’Henri Chatau, avec pour partenaire Juliette Méaly, Germaine Gallois, Ève Lavallière, Amélie Diéterle, Émilienne d’Alençon et Rose Demay,,,,
Elle figure dans le premier fascicule illustré, dans la série intitulée Les Reines de Paris chez elles, publiée en 1898, aux côtés des artistes, des reines de beauté et des demi-mondaines : Clémence de Pibrac, Albany Debriège, Cléo de Mérode, Liane de Pougy, Émilienne d'Alençon qui montre une frontière floue entre cabaret et demi-monde. Elle apparait aussi dévêtue dans la revue Paris-Chansons à l'Eldorado.
En 1898, au théâtre des Variétés, elle joue dans la revue de printemps Le Tour du Bois de Gaston Serpette, livret de Oudot et de Gorsse et le rôle de Clara dans une reprise d'Un chapeau de Paille d'Italie de Marc Michel et d'Eugène Labiche,. Elle passe aussi dans la revue du Parisiana. En 1899, elle passe à l'Olympia dans Les Sept Péchés capitaux de Maurice de Marsan, musique d'Henri Hirschman,.
En 1900, elle joue dans une reprise de La Poudre de Perlinpinpin des frères Cognard au Chatelet. En 1901, elle crée un rôle dans En fête !, comédie d'Auguste Germain à l'Athénée,.
En 1902, Suzanne Derval triomphe dans la Revue des Variétés de Paul Gavault et Adrien Vély, avec Albert Brasseur, Max Dearly, Juliette Méaly et  Ève Lavallière; dans Hé ! Hop ! au Casino de Paris; elle joue le rôle de la commère dans la revue C'est d'un raid ! de P.-L. Flers, musique de Charles Raiter, à la Scala.
En 1903, elle passe dans la Revue à Poivre à la Scala. Elle joue dans des reprises des opérettes d'Offenbach, elle passe à l'Olympia en 1905 dans Les Saisons de la Parisienne d'Alfred Curti et Louis Varney,; au Casino de Paris, et dans la Revue du Centenaire aux Variétés en 1907. En 1908, elle est la commère  de la revue V'la le Potin mondain de Paul Fargue et Paul Faron à la Comédie-Royale; en 1910, dans la revue de Nozière et Mirande  à la Comédie-Royale.
En 1911, elle crée quelques pièces de Sacha Guitry à la Renaissance : Feu de paille, Un beau Mariage où elle tient le rôle d'une cocotte,,, puis quitte définitivement la scène. Elle a alors 46 ans.
En 1927, Suzanne Derval s'installe à Cannes, dans une maison qu'elle vient d'acquérir rue Clémenceau. On perd définitivement sa trace après qu'elle l'a revendue, en février 1940. Elle avait alors 75 ans.

## Vie privée
Le journal Gil Blas, sous-entend une relation avec Liane de Vriès, allusion aux plaisirs saphiques que les courtisanes se plaisent à exalter dans leurs écrits.
Suzanne Derval est l'amie de Colette et lui aurait inspiré le personnage de Léa de Chéri,,,. Elles fréquentent toutes les deux le « cercle des arts et de la mode », Villa d'Eylau.
Suzanne Derval invite Willy et sa femme Meg Villars, chez elle à Trouville-sur-Mer, en 1910,.

## Iconographie
Suzanne Derval a été immortalisée par les peintures de Charles Chaplin et Carolus-Duran,.

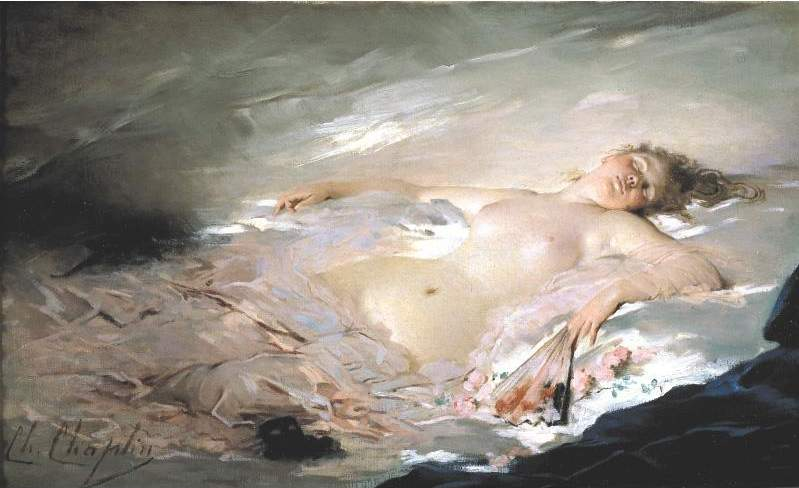
Dans les rêves, huile sur toile de Charles Chaplin, vers 1886.

Elle est croquée par le caricaturiste André Rouveyre,,